# Datio in solutum
Datio in solutum (z łac. świadczenie w miejsce wykonania) – instytucja prawa zobowiązań, czynność prawna prowadząca do wygaśnięcia istniejącego zobowiązania poprzez spełnienie innego świadczenia niż wynikające z dotychczasowego stosunku obligacyjnego.
Na skutek datio in solutum dłużnik spełnia na rzecz wierzyciela  inne świadczenie niż to, do którego był dotychczas zobowiązany. W rezultacie zwalnia się z zobowiązania. Za ewentualne wady fizyczne i prawne przedmiotu świadczenia odpowiada według przepisów o rękojmi przy sprzedaży.
Przykład:
Dłużnik jest winny wierzycielowi kwotę 1000 zł z tytułu łączącej strony umowy pożyczki. Za jego zgodą zamiast tej kwoty przenosi na rzecz wierzyciela własność rzeczy ruchomej, zwalniając się w ten sposób z obowiązku zwrotu długu.
Instytucja wywodzi się z prawa rzymskiego. W prawie polskim reguluje ją art. 453 kodeksu cywilnego.